# Тамм, Альфхильд
Анна Альфхильд Тамм (швед. Anna Alfhild Tamm; 16 мая 1876[…], Tveta församling[…] — 1 ноября 1959, Лидингё, Стокгольм) — первая женщина-психиатр в Швеции. Сыграла ключевую роль во внедрении психоанализа в Скандинавию. Пионер шведской логопедии.

## Биография

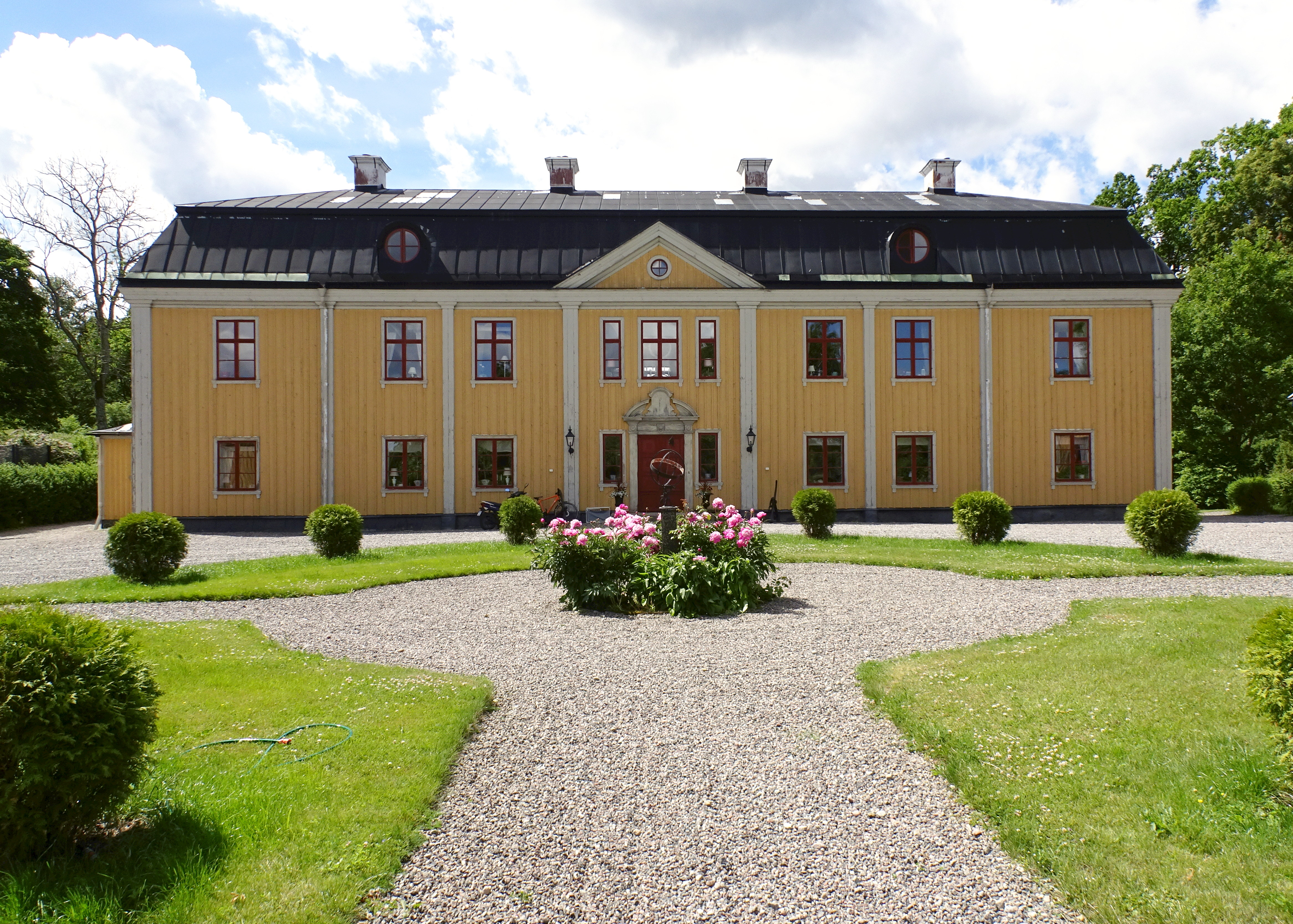
Усадьба Тветаберг (усадьбе)

Хильдегард Торелль. Тамм, Хильдегард и Альфхильд Тамм. 1882. Национальный музей Швеции

Родилась 16 мая 1876 года в приходе Твета, к югу от Стокгольма. Выросла в усадьбе Тветаберг в лене Стокгольм, которой владели её родители — Оскар Тамм (Klas Oscar Sebastian Tamm; 1844—1916) и Анна, урождённая Бергендаль (Anna Bergendal).
Отец её погряз в долгах и продал поместье. В 1895 году семья переехала в Стокгольм.
Альфхильд и её четыре брата и сестры учились с гувернантками. Сёстры Тамм получили хорошее воспитание. Старшая, Хильдегард (1873—1951), стала учительницей игры на фортепиано и художницей-пейзажисткой, Ингеборг (1880—1970) — политиком, Мерта (1888—1982) — феминисткой.
В 1895 году сдала экзамен зрелости в Олинской школе для девочек, основанной Карин Олин в Стокгольме. В 1900 году получила степень кандидата медицины, в 1905 году — лиценциата медицины в Каролинском институте.
В 1904—1906 годах работала секретарём в Конрадсберге — одной из первых в Швеции психиатрических больниц, расположенной на острове Кунгсхольмен в Стокгольме. В 1906—1907 годах работала помощником врача в психиатрической больнице в Питео на севере Швеции, в 1907—1908 годах — младшим врачом в психиатрической больнице в Кристинехамне, в 1908 году — секретарём в клинике нервных болезней Серафимовского лазарета, расположенной на острове Кунгсхольмен в Стокгольме. Альфхильд стала первой в Швеции женщиной-врачом, работавшей в психиатрической больнице. Однако ей было отказано в постоянной работе по должности психиатра, поскольку женщину посчитали неподходящей для столь ответственной должности. Она постоянно конфликтовала с властями, отстаивая своё право как женщины на профессию и карьеру, что укрепило интерес её младшей сестры Мерты к феминизму.
Тамм проявила особый интерес к недостаткам речи у детей. В 1908 году училась в Мюнхене. В 1909 году получила стипендию Союза Фредрики Бремер для поездки в Берлин, где изучала психиатрию, неврологию и речевые расстройства.
В 1909—1946 годах имела собственную врачебную практику в Стокгольме, затем в 1946—1950 годах на острове Лидингё.
В 1913—1916 годах работала школьным врачом в Олинской школе в Стокгольме, в 1914—1928 годах — в школе Общества попечения об умственно отсталых детях в Слагсте, в 1916—1932 годах — в поликлинике для детей с нарушениями речи народных школ Стокгольма. В 1920—1932 годах — учительница в специальных (коррекционных) классах народных школ Стокгольма, в 1925–1932 годах — в Стокгольмской школе для психически больных (sinnesslöskola), где готовили также коррекционных педагогов.
В 1916 году опубликовала книгу Talrubbningar och deras behandling. En handledning för lärare och föräldrar первое шведское руководство по логопедии.
В 1951 году Каролинский институт присвоил ей почётную докторскую степень по медицине.
В Швеции первыми проявили интерес к психоанализу психиатры Пауль Бьерре и Тамм. В 1913 году Тамм побывала в Вене. С 1924 по 1930 год Альфхильд Тамм регулярно ездила в Вену. Прошла анализ у Пауля Федерна (1871–1950), Хелены Дойч (1884–1982) и Августа Айххорна. В 1926 году Тамм стала членом Венского психоаналитического общества. 22 августа 1931 года Сигурд Несгор (Sigurd Næsgaard; 1883—1956) из Дании, Харальд Скьельдеруп из Норвегии, Куловеси, Юрьё и Тамм провели встречу в Стокгольме, чтобы обсудить создание скандинавского психоаналитического общества. В 1934 году на 13-м конгрессе Международной психоаналитической ассоциации (IPA) в Люцерне основано психоаналитическое общество для Дании и Норвегии и Финско-шведское психоаналитическое общество (с 1943 года — Шведская психоаналитическая ассоциация). Тамм была председателем Финско-шведского общества до 1947 года. Тамм обратилась к Венскому обществу за поддержкой в обучении психоанализу в Швеции. В Швецию поехал Людвиг Йекельс, который провёл в Стокгольме три года. Однако Йекельсу и Тамм не хватило коллег-последователей, необходимых для создания сильного шведского направления психоанализа.
В 1937—1950 годах редактировала научный журнал Nordisk Tidsskrift for Tale og Stemme.
Автор статей о нарушениях речи и их лечении, дислексии, сексуальных проблемах и психоанализе. В своих публикациях она уделила особое внимание лечению заикания.
Тамм боролась с предрассудками относительно мастурбации. В 1930 году опубликовала книгу Ett Sexualproblem: Onanifrågan i psykoanalytisk Belysning, в которой отстаивала толерантное отношение к мастурбации, что вызвало бурю возмущения в Швеции.
Принимала у себя писательницу Карин Бойе.
Умерла 1 ноября 1959 года в возрасте 83 лет на острове Лидингё. Похоронена на Северном кладбище в Стокгольме.

## Личная жизнь
Партнёром и наследницей Тамм была Армгарт фон Лет (Katarina Elisabeth Armgart Von Leth; 1880—1964), участница стокгольмской встречи 1931 года и логопед.